# Où est ma ch'mise grise ?
Où est ma ch'mise grise ? est une chanson française de Patrick Topaloff et Sim, sortie en 1978. Elle est la parodie de You're the One That I Want, extraite de la bande originale du film Grease. Elle fut disque d'or en France en 1979 avec 574 000 exemplaires vendus.
Sur la face B du 45 tours, la chanson Ma belle américaine est une adaptation de la chanson Greased Lightning du même film.
Où est ma ch'mise grise ? a fait l'objet de deux reprises par Patrick Topaloff :
- en 1996, en duo avec une choriste, Sim ne voulant plus chanter[3].
- en 2003, en duo avec Sim qui se contente de parler au téléphone[4].